# براد كوبلاند
براد كوبلاند (بالإنجليزية: Brad Copeland)‏ هو كاتب سيناريو أمريكي، ولد في 12 سبتمبر 1975 في أورلاندو في الولايات المتحدة.

## وصلات خارجية
- براد كوبلاند على موقع IMDb (الإنجليزية)
- براد كوبلاند على موقع ألو سيني (الفرنسية)
- براد كوبلاند على موقع أول موفي (الإنجليزية)
- براد كوبلاند على موقع قاعدة بيانات الأفلام السويدية (السويدية)
- براد كوبلاند على موقع قاعدة بيانات الفيلم (الإنجليزية)
- براد كوبلاند على موقع كينوبويسك (الروسية)